# ITF Nanjing
Das ITF Nanjing (offiziell: $100,000 Nanjing) war ein Tennisturnier des ITF Women’s Circuit, das in Nanjing, Volksrepublik China ausgetragen wurde.

## Siegerliste

### Einzel
| Jahr                    | Siegerin     | Finalgegnerin    | Ergebnis       |
| ----------------------- | ------------ | ---------------- | -------------- |
| ↓ Kategorie: $100.000 ↓ |              |                  |                |
| 2015                    | Hsieh Su-wei | Julija Putinzewa | 7:65, 2:6, 6:2 |

### Doppel
| Jahr                    | Siegerinnen             | Finalgegnerinnen           | Ergebnis          |
| ----------------------- | ----------------------- | -------------------------- | ----------------- |
| ↓ Kategorie: $100.000 ↓ |                         |                            |                   |
| 2015                    | Shūko Aoyama Eri Hozumi | Chan Chin-wei Zhang Kailin | 7:5, 67:7, [10:7] |

## Quelle
- ITF Homepage